# Maison de Merode
Pour les articles homonymes, voir Merode.
 (indiquez la date de pose grâce au paramètre date).
La maison princière de Merode est une famille contemporaine de la haute noblesse belge.

## Origines
La famille de Merode doit son nom à la localité allemande de Merode, un village de la commune de Langerwehe, située en Rhénanie-du-Nord-Westphalie, non loin des frontières néerlandaise et belge, où elle possède un château.

### Origines légendaires
Au XIXe siècle, certains auteurs dont André Borel d'Hauterive,, Gossart père, Paul André Roger,, … mentionnent que la famille de Merode descendrait au XIIe siècle des rois d'Aragon.
Plus précisément, elle serait issue de Pierre Bérenger, croisé aux côtés de Louis VII en 1147, troisième fils de Raymond, roi d'Aragon et comte de Barcelone et de Provence. Il épousa en 1179 l'héritière de Rode ou Mérode, terre seigneuriale du duché de Juliers. Sa descendance prit le nom de Merode.
Cette ascendance a depuis été réfutée par divers auteurs contemporains dont Hervé Douxchamps et le comte Baudouin d'Ursel, tous deux membres du comité de rédaction du Parchemin.
Le baron de Reiffenberg rapporte, quant à lui que l'origine des armes de la Maison de Merode – identiques à celles des rois d'Aragon – proviendraient d'une alliance (sans postérité) de Werner de Merode avec la reine Aleyda, fille du roi d'Aragon. De retour en Allemagne il aurait épousé une de La Marck d'où postérité.

### Origine prouvée
La Maison de Merode est issue de façon prouvée de Werner III de (Me)rode décédé à Aix-la-Chapelle en 1278, chevalier en 1263, bourgeois afforain de Cologne en 1263, ministériel, écoutète royal en 1275 à Aix-la-Chapelle, seigneur de Merode, cité dès 1246.
Autant le comte Baudouin d'Ursel, autant Hervé Douxchamps, sur la base des recherches de Hans J. Domsta, mentionnent deux possibles générations antérieures à Werner III, mais aucun acte de filiation n'établit leur lien de parenté.
Des liens relatifs à des actes de possessions permettraient toutefois de relier dans une certaine mesure ces trois premiers Merode.
Ainsi la généalogie des trois premières générations pourrait s'établir de la façon suivante :
- Wernerus Ier de Rode, ministériel, cité en 1174 dans deux chartes de Frédéric Barberousse ;
  - Wernerus II de Rode, cité dès 1218, chevalier, ministériel ;
    - Werner III de (Me)rode sus-cité († 1278).

De Werner III viennent les différentes branches suivantes :
1) La branche de Scheiffart de Merode, issue de Johann Ier de Merode (Jean, fils de Werner III), s'est éteinte en 1733. Elle avait notamment Hemmersbach (de) et Limbricht (de).
2) La branche de Westerloo Petersheim, issue de Werner IV († 1316), fils de Werner III. Elle eut notamment Westerloo, Pietersheim, Rubempré/Everberghe (en héritage de la sous-branche qui suit : cf. l'article Marie-Catherine-Josèphe de Merode), Grimberghe, et Merode. 
3) Une sous-branche des Westerloo, issue de Maximilien-Antoine de Mérode-Montfort (1611-1670) (dernier fils de Philippe de Mérode (1568-1627), seigneur de Westerloo, Petersheim et Oelen), eut Montfort, Deinze (et aussi Trélon en héritage de la branche de Houffalize qui suit). Le mariage de Philippe-François de Mérode-Montfort (1669-1742) avec Brigitte-Louise de Rubempré († 1730) (descendante de Jean II et arrière-petite-fille de Philippe) apporta le titre "prince de Rubempré", sis à Everberg. Extinction en 1773.
4) Une autre sous-branche des Westerloo, issue de Richard III de Mérode-Houffalize (1415-1482) (fils de Richard II de Merode-Westerlo-Petershem, † 1446), eut Houffalize, Bastogne, Morialmé, Trélon. Extinction en 1524 pour Houffalize ; en 1690 († de Claude-François de Merode) et 1725 († de sa fille Marie-Célestine, duchesse de Holstein) pour le rameau de Trélon.

## Titres
Les membres de la maison de Merode ont porté le titre de comte depuis le XVe siècle ; une branche portait déjà le titre de baron de Merode et du Saint-Empire au milieu du XVe siècle, puis fut titrée prince en 1759.
Certains membres de la famille de Merode de Monfort, dont Joseph et son épouse née Thérèse née de Merode-Naline (leurs portraits datent de 1716), Maximilien, son fils Joachim et le lieutenant-colonel Charles Florent, ont également porté le titre de marquis de Deinze.
Philippe, comte de Merode (1594-1638), fut le premier marquis de Westerloo.
Les portraits de Henri de Merode, Seigneur de Geel (1550-1564) et Francisca van Brederode, peints par Jan Mostaert vers 1523, ornent l'église Sainte Dymphne de Geel.
La maison de Merode porte les titres suivants :
- Prince de Rubempré (érigée en fait à Everberg, ci-après[15]), dans le Saint-Empire (1759)
- Prince de Rubempré, dans le Royaume de Belgique (1846): titre du fils aîné du chef de la Famille, par décret de 1846. Depuis 1980 c'est Fréderic Robert de Merode, qui est l'actuel Prince de Rubempré[16].
- Prince d'Everberghe, dans le Saint-Empire (1759)
- Prince d'Everberghe, dans le Royaume des Pays-Bas (1827)
- Prince de Grimberghe, dans le Royaume de Belgique (1842)
- Prince de Merode, dans le Royaume de Belgique (1929)
- Comte d'Olen

## Portraits de Famille

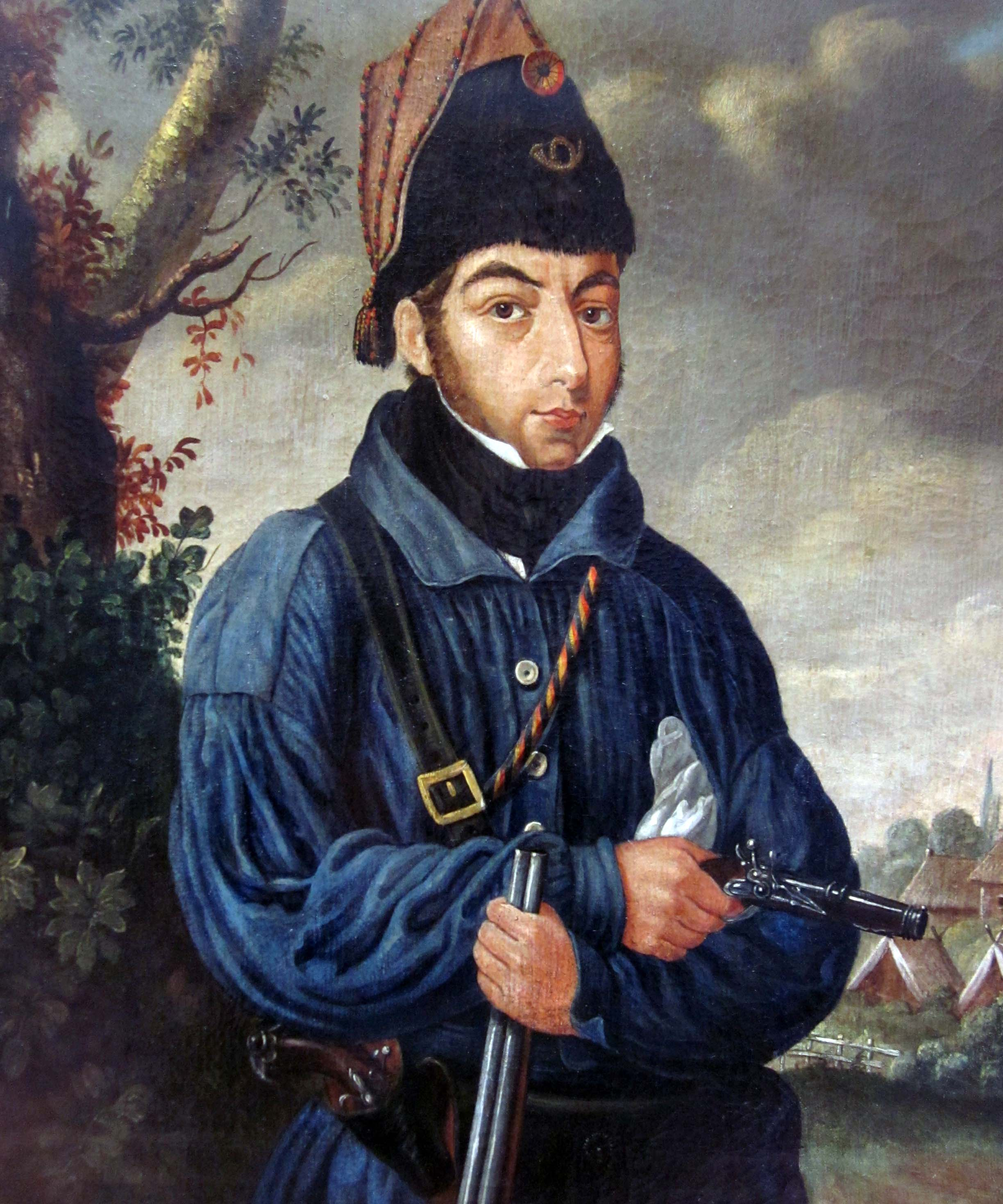
Frederic de Merode
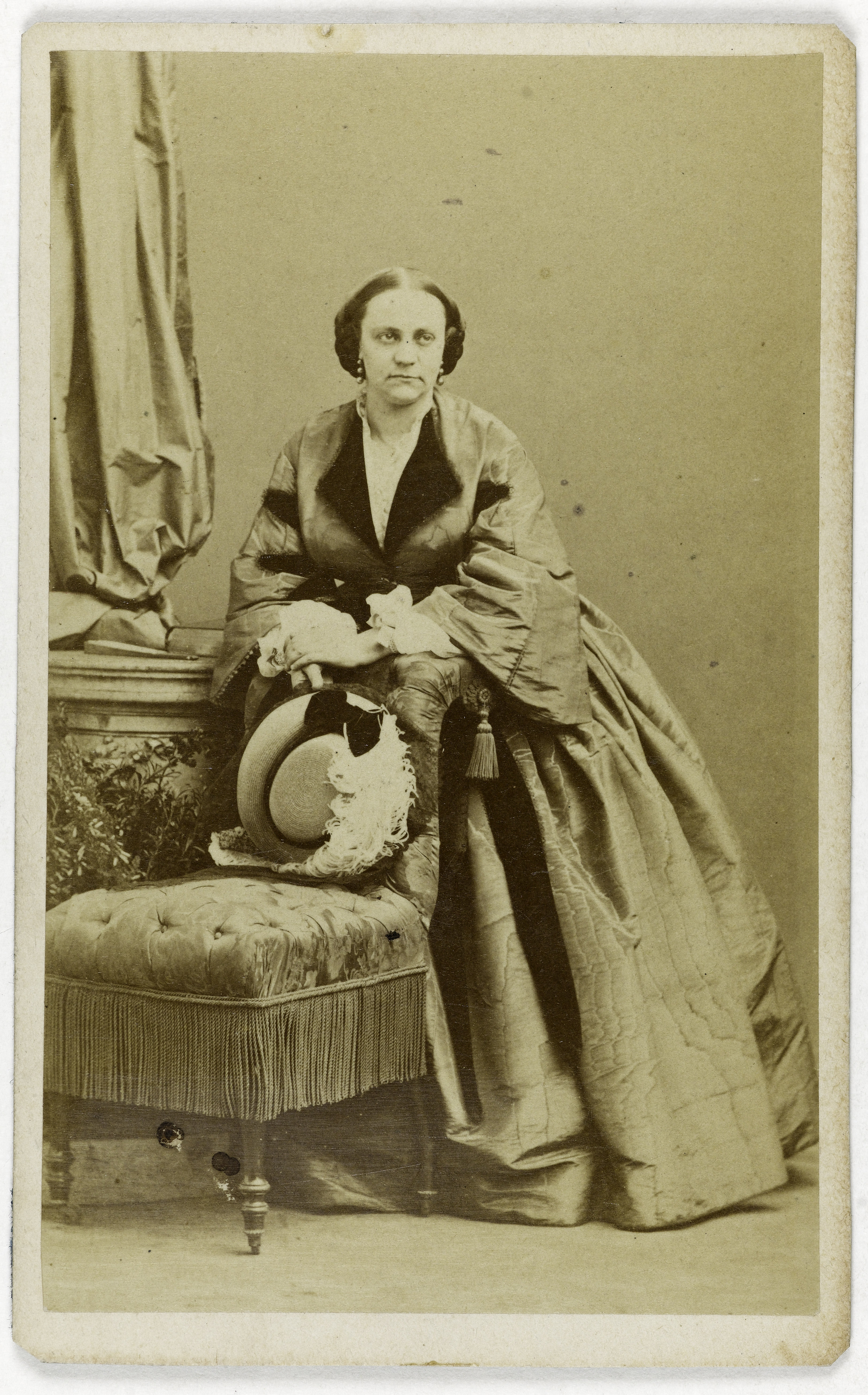
Antoinette de Merode
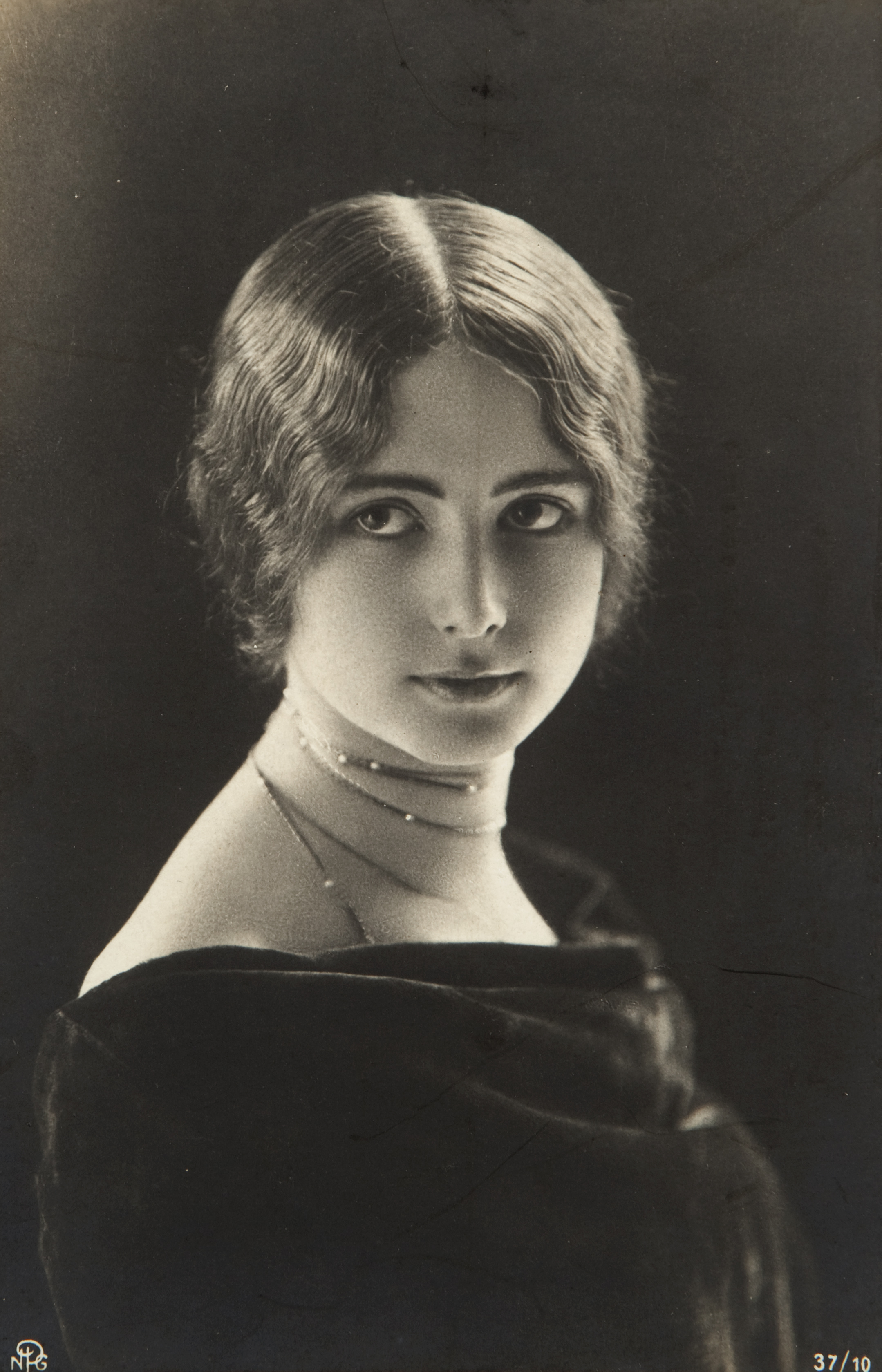
Cléo de Mérode
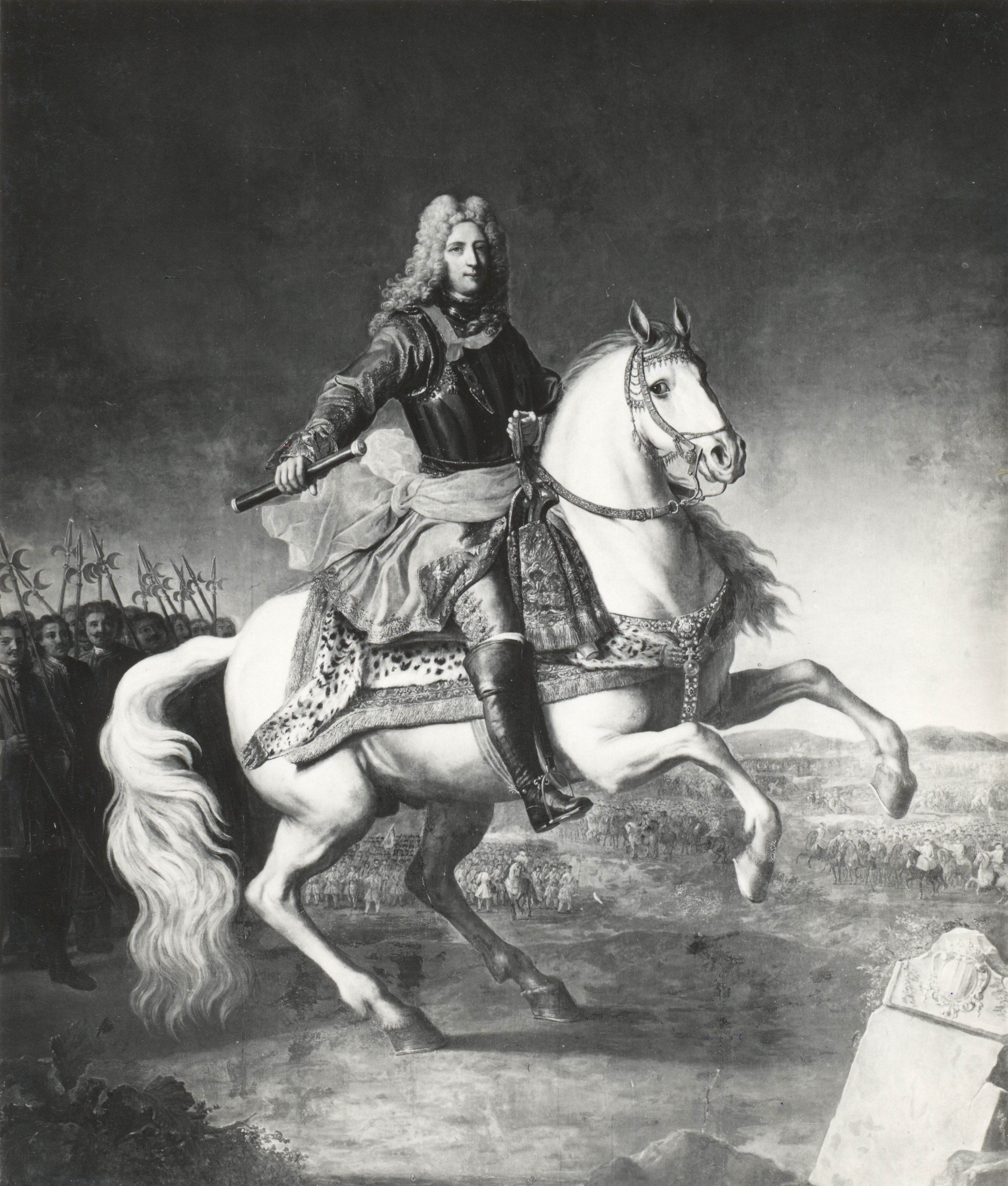
Jean de Merode; 5e marquis de Westerloo
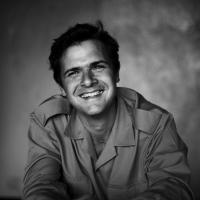
Emmanuel de Merode

## Héraldique
| Blason | Blasonnement : Merode ancien : D'or, à quatre pals de gueules. |

| Blason | Blasonnement : Merode ancien, version pour dames : D'or, à quatre pals de gueules. |

| Blason | Blasonnement : Merode moderne (à partir du XIVe siècle) : D'or à quatre pals de gueule, à la bordure engrelée d'azur. |

- Devise : « Plus d'honneur que d'honneurs. »

Le seigneur de Merode est identifié par le code M025 dans l'Armorial de Bavière et un certain Werner de Merode y apparaît également (code M031) pour le tournoi de Mons de 1310. Pour le premier, les armes sont comme indiqué plus haut. Pour le second en revanche, elles se décrivent : D'or, à quatre pals de gueules, au lambel à trois pendants d'azur. 

## Avant 1800
- Charles-Philippe I de Merode, baron d'Houffalize, épouse Jeanne de Montmorency-Croisilles. Leurs portraits signés ont été réalisés par Giusto Sustermans[17]. Les Merode-Houffalize eurent aussi Trélon[12].

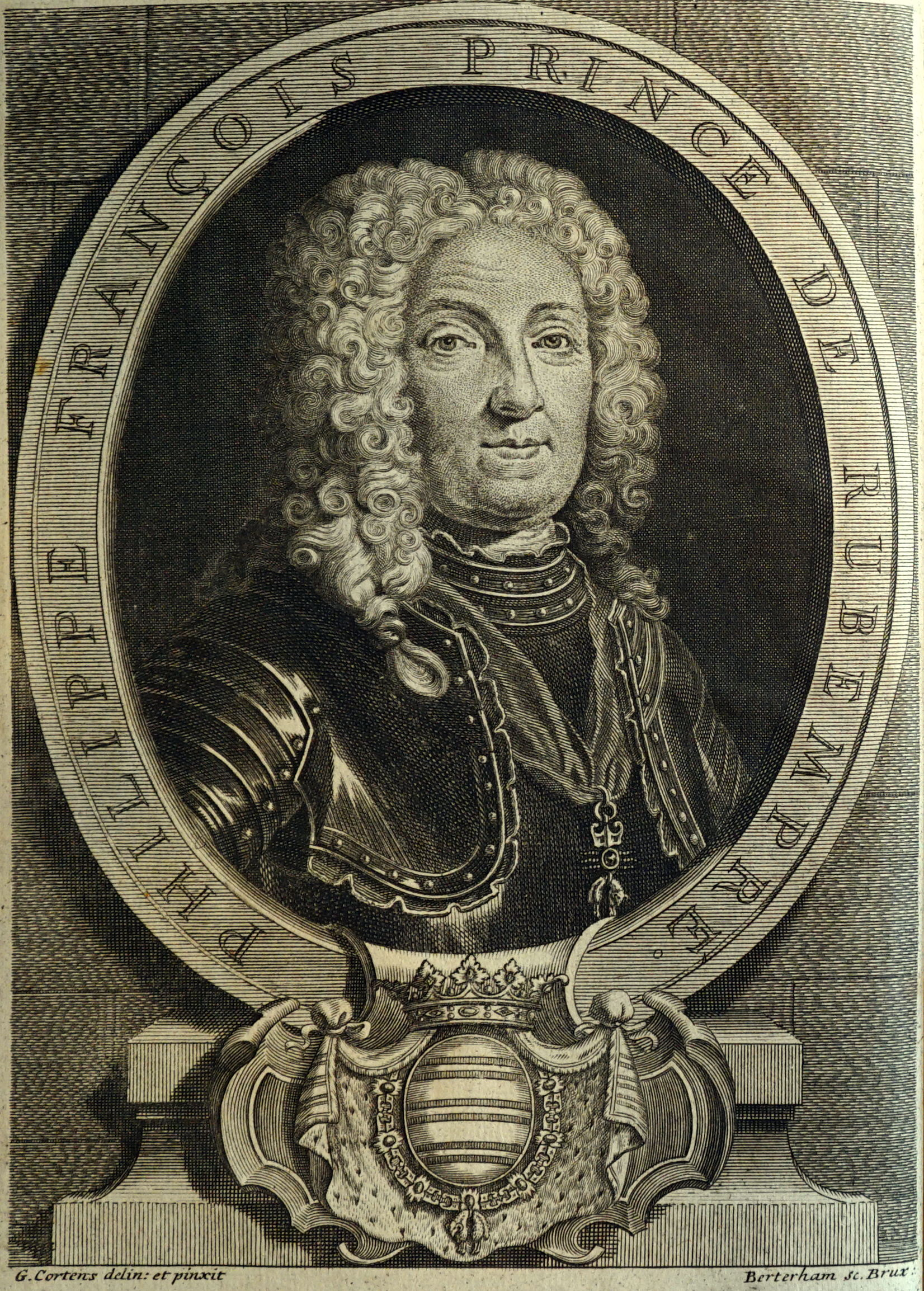
Portrait de Philippe François, par Jean-Baptiste Berterham.

- Philippe François (1669-1742) de Merode, comte de Montfort, seigneur de Rubempré & d'Everberge, comte de Vertain, Vertigneul, d'Helfaut, Maltrayant, Aubigny, Autreppe, chevalier de la Toison d'Or en 1721, grand veneur des Pays-Bas, époux de Louise-Brigitte de Rubempré († 1730), d'où le titre princier de Rubempré et d'Everberghe érigé en 1759 à Everberg dans la titulature du St-Empire[18], pour leur fils Maximilien-Léopold-Ghislain de Merode-Montfort (1710-1773).
- Marie Catherine Josephe (1743-1794), comtesse de Merode, princesse de Rubempré et d'Everberg, aristocrate des Pays-Bas méridionaux qui a dirigé la noble famille de Merode pendant de nombreuses années[19].
- Le colonel-comte Itel-Frédéric de Merode de Waroux, vicomte de Villers-sur-Lesse, épousa Catherine de Celles en 1637. Il devint Grand-Mayeur de Liège[20].
- Jean Philippe Eugène de Merode-Westerlo (1674-1732) épousa Thérèsa, Princesse Pignatelli Aragona Cortés (1682-1718), puis Charlotte Wihleminde Amalie de Nassau-Hadamar (1703-1740). Il fut Feld-Marechal des armées du Saint-Empire romain germanique.
- Son petit-fils Guillaume-Charles de Merode fut ministre de l'empereur Joseph II, maire de Bruxelles et sénateur pour l'empereur Napoléon Ier. Il fut nommé comte d'Empire par Napoléon en 1809. Il sera également maréchal de la Cour des Pays-Bas. Guillaume-Charles de Merode fut le seul Merode encore en vie de sa génération. Tous les Merode actuels sont ses descendants.

Il a eu quatre fils et une fille :
- Henri de Merode (1782-1847), fondateur de la branche aînée dite « de Westerlo » (éteinte en 1977).
- Françoise de Merode (1787-1875).
- Philippe Félix (1791-1857), fondateur de la seconde branche dite « de Rixensart ».
- Louis Frédéric de Merode (1792-1830). Mort pour la Belgique. Il avait épousé en 1811 à Saint-Luperce en Eure-et-Loir Marie-Antoinette-Amélie Ducluzel.
- Werner de Merode (1797-1840), fondateur de la branche cadette dite « d'Everberg ».

### La branche de Henri de Merode-Westerlo
- Henri de Mérode (nl) (1782-1847), marié à Louise-Jeanne de Thezan du Poujol (1787-1862)
- Charles-Adrien (1824-1892) lui succéda et épousa la princesse et duchesse Marie d'Arenberg (1830-1905)
- Leurs fils Henri de Merode (1856-1908) épousa la princesse Nathalie de Croÿ (1863-1957)
- Charles de Merode (1887-1977) épousa Marguerite de Laguiche (1895-1988). Sans postérité.

Le titre de chef de famille Prince de Merode-Westerlo passa à une autre branche de la famille de Merode qui devint ainsi la nouvelle branche aînée (ci-après : la branche de Félix).
Le château passa à des descendants cadets de ladite branche de Rixensart (Philibert Ghislain Albert, 1915-1958).

### La branche de Félix de Merode
Branche aînée au décès de Charles de Merode en 1977 (ci-dessus). 
- Philippe Félix de Merode (1791-1857).
- Werner de Merode (1816-1905).
- Mgr Xavier de Merode (1820-1874), ministre du pape Pie IX.

La branche cadette du Château de Westerlo, en Flandres:
- Philibert Ghislain Albert de Merode (1915-1958)
x Henriëtte de Vogüe.
  - Baudouin de Merode,
x 1) Elisabeth Budes de Guébriant et x 2) Nathalie van den Abeele (en 1948), dame d'honneur de la reine Paola de 1997 à 2017.
  - Charles-Louis de Merode (1948) : propriétaire du château de Merode en Allemagne.
x Clothilde d'Oultremont
    - Félix de Merode (1977).
x Eleonora Viora di Bastide

  - Léonel Amaury de Merode (1951)
x Régine de Liedekerke
    - Thierry de Merode (1979)
    - Simon Hervé marie Ghislain de Merode (1981) : actuel résident de Westerlo, et Chef de "Historalia Productions"[22].
    - Eduard Baudouin de Merode (1985)
    - Éliane Marie de Merode (1990)

### Descendance
- Werner, comte de Merode
  - Hermann de Merode (1853-1924),
x Amélie de La Rochefoucauld
    - Félix de Merode (1882-1943), 
x Renée de Clermont-Tonnerre (1885-1957)
      - Xavier de Merode (1910-1980),
 x Elisabeth Alvar de Biaudos de Castéja (1914-1994)
        - Charles-Guillaume, Marquis de Westerloo et Prince de Grimberghen (né en 1940), Chef actuel de la famille et propriétaire du Château de Serrant. 
x Hedwige, princesse de Ligne de La Trémoïlle (née en 1943)
          - Frédéric, actuel Prince de Rubempré depuis 1980 (né en 1969),
x Hannah Robinson (née en 1971)
            - Félix de Merode (né en 2000)

          - Emmanuel de Merode (né en 1970): conservateur du parc Virunga,
x 2003 à Nairobi Louise Leakey[23].

### La branche de Werner de Merode
Werner de Merode (1797-1840), fondateur de l'actuelle branche cadette de la famille, s'est marié en 1818 avec Victoria, comtesse de Spangen d'Uyternesse. Parmi leurs descendants on compte :
- la branche Aoste de la famille royale italienne, par le mariage de Louise de Merode-Westerloo (1819-1868) (sœur de l'avant-dernier Merode d'Ham-sur-Heure) avec Emmanuel dal Pozzo, prince de l'aristocratie italienne, et par le mariage de leur fille Maria Vittoria dal Pozzo avec le fondateur de la branche : Amedeo d'Italie, duc d'Aoste et roi d'Espagne.
- par Margherita de Savoie-Aoste, son fils l'archiduc Lorenz d'Autriche-Este, époux de la princesse Astrid de Belgique, et donc leurs enfants : Amedeo (né le 21 février 1986), Maria Laura (née le 26 août 1988), Joachim (né le 9 décembre 1991), Luisa Maria (née le 11 octobre 1995) et Laetitia Maria (née le 23 avril 2003).
- la famille princière de Monaco, par le mariage d'Antoinette de Merode (1828-1864) (autre sœur de l'avant-dernier Merode d'Ham-sur-Heure) avec le prince Charles III de Monaco, fondateur de Monte-Carlo, dont Albert Ier de Monaco, père de Louis II de Monaco et arrière-grand-père de Rainier III de Monaco, lui-même père d'Albert II de Monaco.
- la famille d'Arenberg par le mariage de Marie-Ghislaine (1830-1892) de Mérode avec le prince et duc Antoine d'Arenberg.
- leur petit-fils, Jean de Merode (1864-1933), lieutenant-colonel, grand maréchal de la Cour de Belgique, reçut du roi Albert Ier en 1928 le titre de prince de Merode, titre qui fut étendu très peu de temps après à tous les membres de la famille.
- leur arrière-petit-fils, Amaury de Merode (1902-1980), fut entre autres grand-maréchal de la Cour du Roi Léopold III, président du Royal Automobile Club de Belgique, Président de la Fédération internationale de l'automobile (FIA). Il épousa la princesse Marie-Claire de Croÿ (1907-2000). Comme Félix et Louis, il devint président de l'ANRB.
- leur arrière-petit-fils Frédéric de Merode (1911-1958) fut président de la Croix-Rouge de Belgique. Le prince Albert de Belgique lui succéda en 1958.
- leur arrière-petit-fils Werner de Merode (1864-1933) fut connu par sa carrière dans la diplomatie du Royaume de Belgique.
- leur arrière-arrière-petit-fils Alexandre de Merode (1934-2002) qui a été pendant très longtemps membre et vice-président du Comité international olympique (CIO), président de la commission médicale du CIO, président fondateur du Sportel à Monaco, président de l'Association royale des demeures historiques et jardins de Belgique, président de nombreuses associations sportives dans le monde et président du Centre d’œuvre de Mérode.

## Généalogie

### 1rebranche
- Henri (1782-1847), chef de Famille (1830-1847), comte de Merode, Pr de Rubempré et de Grimberghe…
  - Charles (1824-1892), chef de Famille (1847-1892), comte de Merode, Pr de Rubempré et de Grimberghe…
    - Henri (1856-1908), chef de Famille (1892-1908), comte de Merode, Pr de Rubempré et de Grimberghe…
      - Charles (1887-1977), chef de Famille (1908-1977), prince de Merode, Pr de Rubempré et de Grimberghe.

### 2ebranche
- Philippe Felix (1791-1857), comte de Merode
  - Charles Werner (1816-1905), comte de Merode
    - Richard Herman (1844-1852), comte de Merode
    - François Herman (1853-1924), comte de Merode
      - Frédéric Ghislain (1881-1930), prince de Merode
      - Paul Ghislain Félix (1882-1943), prince de Merode
        - Ghislain Marie XAVIER (1910-1980), chef de famille (1977-1980), prince de Merode… 2-1er rameau
          - Charles Guillaume (1940- ), chef de famille (1980-), prince de Merode…
            - Frédéric (1969- ), prince de Merode, Pr de Rubempré (1er succ.)
              - Félix (2000-), prince de Merode (2e succ.)

            - Emmanuel (1970- ), prince de Merode (3e succ.) - Directeur du Parc national des Virunga → filles

          - Armand (1941-), prince de Merode → fille (du deuxième mariage): Anne-Elizabeth (1995)
            - Henri (1981- ), prince de Merode (4e succ.), célibataire

          - Rodolphe (1947- ), prince de Merode (5e succ.) → filles: Ines (1985) et Lara (1989)
          - Robert (1949- ), prince de Merode (6e succ.) → fille: Valentine (1980)
          - Roland (1951- ), prince de Merode (7e succ.), prêtre

        - Philippe (1913-1974), prince de Merode 2-2e rameau
          - Jean-Félix (1943-1977), prince de Merode
          - Pierre (1948- ), prince de Merode (8e succ.) sans desc.

        - Philibert Ghislain  Albert  (1915-1958), prince de Merode 2-3e rameau
          - Baudouin (1945- ), prince de Merode (9e succ.)
            - Philippe (1976- ), prince de Merode (10e succ.)
              - Alexandre (2001- ), prince de Merode (11e succ.)

            - Arnaud (1982- ), prince de Merode (12e succ.), marié en 2009
            - Guillaume (1988- ), prince de Merode (13e succ.), célibataire

          - Thierry (1946-1946), prince de Merode
          - Charles-Louis (1948- ), prince de Merode (14e succ.)
            - Albert-Henri (1975- ), prince de Merode (15e succ.)
              - Louis (2005- ), prince de Merode (16e succ.)
              - Tassilo (2011- ), prince de Merode (17e succ.)

            - Félix (1977- ), prince de Merode (18e succ.), célibataire
            - Charles-Adrien (1981- ), prince de Merode (19e succ.), marié en 2016
              - Santiago (2018- ), prince de Merode
              - Fernando (2020- ), prince de Merode
              - Pablo  (2022- ), prince de Merode
              - Lorenzo (2022- ), prince de Merode

          - Léonel (1951- ), prince de Merode (20e succ.)
            - Thierry (1979- ), prince de Merode (21e succ.), célibataire
            - Simon (1981- ), prince de Merode (22e succ.), marié en 2010
            - Édouard (1985- ), prince de Merode (23e succ.), marié en 2012

        - François (1917-1983), prince de Merode 2-4e rameau
          - Adrien (1946- ), prince de Merode (24e succ.)
            - Christopher (1977- ), prince de Merode (25e succ.), célibataire

          - Bernard (1949- ), prince de Merode (26e succ.)
            - François (1980- ), prince de Merode (27e succ.), célibataire

          - Paul (1956-2020), prince de Merode (28e succ.) → fille

        - Henri (1919-1962), prince de Merode 2-5e rameau
          - Geoffroy (1952- ), prince de Merode (29e succ.), célibataire
          - Antoine (1953-2016), prince de Merode (30e succ.), célibataire

        - Florent (1927-2008), prince de Merode 2-6e rameau
          - Roger (1954- ), prince de Merode (31e succ.), célibataire
          - Philibert (1957- ), prince de Merode (32e succ.), célibataire

    - Jean Félix (1857-1879), comte de Merode

  - François Xavier, Archevêque de Mélitène (1820-1874), comte de Merode
  - Philippe (1821-1825), comte de Merode

### 3ebranche
- Werner I (1797-1840), comte de Merode
  - Louis I (1821-1876), comte de Merode
    - Amaury Werner II (1855-1914), comte de Merode 3-1er rameau
      - Louis II (1882-1949), prince de Merode
        - Werner III (1914-1995), prince de Merode
          - Louis III (1948- ), prince de Merode (33e succ.)
            - Werner IV (1983- ), prince de Merode (34e succ.), célibataire

          - Bertrand (1952-2009), prince de Merode → filles : Elisabeth et Marie

        - Richard (1924-1998), prince de Merode

    - Jean I (1864-1933), prince de Merode 3-2e rameau
      - Amaury de Merode I (1902-1980), prince de Merode
        - Jean II (1927- ), prince de Merode (35e succ.), châtelain d'Everberg
          - Amaury II (1955- ), prince de Merode (36e succ.), châtelain de Solre-sur-Sambre
            - Aurèle (1991- ), prince de Merode (37e succ.)

          - Maximilien (1957- ), prince de Merode (38e succ.)
            - Jacques (1993- ), prince de Merode (39e succ.), célibataire

      - Frédéric (1911-1958), prince de Merode
        - Alexandre (1934-2002), Prince de Merode

  - Amaury (1827-1884), comte de Merode

## Les œuvres caritatives
La famille de Merode se distingua au cours des deux derniers siècles par sa présence dans la direction et la fondation de nombreuses œuvres caritatives.
- Louis Ghislain de Merode (1821-1876) créa la fondation de Merode, qui s’occupait de l’enseignement pour les enfants dans la Marolle. Cette fondation porte aujourd’hui le nom de Centre d'Œuvre de Merode. La famille participe encore actuellement à la direction de cette activité
- La princesse Jean de Merode, née princesse Marie-Louise de Bauffremont-Courtenay (1874-1955), mena la Croix-Rouge durant la guerre 1914-1918. Elle créa après la Première Guerre mondiale l’œuvre nationale des Invalides de guerre pour faire face à l’énorme quantité d’invalides long terme gravement blessés aux combats.
- Emmanuel de Merode (1970-), directeur du Parc national des Virunga en République démocratique du Congo.

## Châteaux
La Maison de Merode posséda de très nombreux châteaux ; voici la liste non exhaustive des châteaux belges et étrangers :
- Château d'Ancy-le-Franc, en Bourgogne (France)
- Château d’Argenteau
- Château de Beersel
- Château de Borgharen
- Château de Braives
- Château de Bury
- Château de Carlsbourg
- Château de Crupet
- Château d'Everberg
- Château de Fologne
- Château de Fournes
- Château de Grimberghen
- Château de Guignicourt-sur-Vence (France)
- Château de la Trapperie d'Habay-la-Vieille à Habay
- Château de Haltinne
- Château de Ham-sur-Heure (Belgique) (de 1487 à 1941)
- Château de Horst
- Château de Houffalize
- Château de Jamblinne
- Château de Jehay
- Château de Lavaux-Sainte-Anne
- Château de Leefdael
- Château de Loverval
- Château Montalembert de Maîche dans le Haut-Doubs
- Château de Marbais
- Château de Merode à Langerwehe, village de Merode (Allemagne)
- Château de Morialmé
- château de Nalinnes (Belgique)
- Château de Neffe
- Château d’Ossogne
- Château de Peteghem
- Château de Pietersheim[24]
- Château de Renaix
- Château de Resteigne
- Château de Rixensart
- Château de Saint-Jean-Kerdaniel à Chatelaudren (France)
- Château de Ladoix-Serrigny (France)
- Château de Serrant à Saint-Georges-sur-Loire
- Château de Solre-sur-Sambre
- Château de Trélon (France)
- Château de Tronchiennes
- Château de Villarceaux
- Château de Villers-sur-Lesse
- Château de Villemont
- Château de Waroux
- Châteaux de Westerlo dont celui de la comtesse Jeanne de Merode construit au début du XXe siècle devenu l'actuelle maison communale.
- Hôtel de Merode-Westerloo rue aux Laines en face de la place Poelaert à Bruxelles

Elle possède encore en Belgique — notamment — les châteaux de Westerlo, de Rixensart, d'Everberg, de Neffe et de Solre-sur-Sambre
- Une partie significative du patrimoine immobilier de la famille de Mérode a été transférée dans la société anonyme SOGEMAD[25]

## Les Merode tués à la guerre
Georges Dansaert a publié en 1930 cette longue liste (relevé établi par B-M, la princesse J. de Merode née Bauffremont dans son ouvrage A mes Enfants) pour son livre sur Frédéric de Merode en 1830. Celle-ci donne une vision européenne de cette puissante famille qui n'hésite pas à présenter ses fils aux armées et à leurs rois…
- Gerhard et Bertram de Merode Vlatten, meurent ensemble à Maubach,
- Renaud de Merode, gouverneur de Düren, mort en 1543 durant le siège de cette ville[26],
- Richard IV de Merode, tué à la bataille d'Halwin-lez-Menin en 1580,
- Guillaume de Merode, tué devant Dixmude,
- Robert de Merode, tué devant Anvers, lors de l'épisode de l'attaque de la ville en 1583,
- Arnold de Merode Vlatten Maubach, tué en 1596 (ou 1597),
- Jean de Merode, tué au siège de Rheinsberg, en 1606,
- Jean V de Merode, capitaine des cuirassiers, tué à la bataille de la Montagne Blanche en 1620,
- Richard VI de Merode, tué devant Berg-op-Zoom durant le siège, en 1622,
- Philippe de Merode, tué lors d'un siège de Dunkerque en 1625,
- Jean de Merode, baron de Waroux, capitaine au Régiment Gaucher puis colonel (1626), tué à la bataille de Hameln, en 1633; son frère cadet, Philippe Germain de Merode, baron de Morialmé, colonel impérial, fut tué en duel à Cologne en 1644[27].
- Adolf de Merode Wylerwist Alner, tué au siège d'Hamelin, en 1633,
- Jean-Théodore Ier de Merode Houffalize[Note 2], colonel, tué en 1645,
- Albert de Merode, tué au siège de Landrecies en 1650,
- Philippe de Merode, tué au siège d'Arras en 1654[28],
- Albert de Merode, marquis de Trélon, tué au siège de Valenciennes en 1656, sur sa pierre tombale au musée de Valenciennes il est inscrit « mort a la porte de Mons en luttant contre les maudits François »
- François-Louis de Merode, tué (comme d'Artagnan) au siège de Maastricht (1673) pendant la guerre de Hollande,
- Alexandre de Merode, tué à la bataille de Seneffe en 1674[29],
- Roland de Merode Wylerwist, tué contre les Turcs,
- Jacob de Merode Wylerwist, tué en Hongrie contre les Turcs,
- Théodore Eugène de Merode, tué en Hongrie contre les Turcs, 1685,
- Philippe de Merode, tué à la bataille de Höchstädt, en 1704,
- Frédéric de Merode, blessé lors des combats de la révolution belge de 1830 à Berchem (Anvers), meurt à Malines peu de temps après.